# Sirián Szederke
Sirián Szederke (Szeged, 1994. június 1. –) kétszeres Bajnokok Ligája-győztes, kétszeres magyar bajnok, kétszeres Magyar Kupa-győztes kézilabdázó, beálló. Jelenleg a Vasas sc játékosa.

## Pályafutása

### Klubcsapatokban
Kézilabdázni Győrben kezdett. Még gyermekként az édesapja volt a mentora, az ő hatására szerette meg a sportágat. Gellér Ferenc nevelőedző keze alatti 6 év mélyítette tovább a kézilabda iránti szeretetet. 14 éves korában Róth Kálmán tanácsára került Győri Audi Eto utánpótlás csapatába 2008-ban.
Tagja volt a Győri ETO Bajnokok Ligája győztes csapatának a 2012–2013-as és a 2013–2014-es szezonban, de Heidi Løke mellett nem jutott sok játéklehetőséghez, így 2014 nyarán a Debreceni VSC-hez igazolt. A 2014-2015-ös szezont egy térdsérülés miatt szinte teljes egészében ki kellett hagynia. Felépülését követően fokozatosan nyerte vissza formáját, és a 2015–2016-os bajnokságban – ahol a DVSC a bajnokság negyedik helyét szerezte meg – már alapemberként számított rá Tone Tiselj vezetőedző.
2018 nyarán a Dunaújvárosi Kohász csapatához igazolt. Két évet töltött a csapatnál, majd a Mosonmagyaróvár csapatához igazolt. 2020 nyarától egy éven át a Mosonmagyaróvári KC kézilabdázója volt, ezt követően a Siófok KC-ban folytatta pályafutását.
2022 februárjában megsérült a Ferencváros beállója, Julia Behnke, így csapatának csak egy játékosa maradt erre a posztra. A nemzetközi mérkőzéseken szerzett tapasztalatai miatt Sirián Szederkét kölcsönvették a Siófok csapatától a szezon végéig.

### A válogatottban
A magyar utánpótlás-válogatottaknak alapembere volt, 2013-ban az U19-es korosztályban Európa-bajnoki ezüstérmet szerzett a Hajdu János irányította válogatott beállósaként. A felnőtt válogatottba Kim Rasmussen hívta meg először 2017 márciusában, majd a horvátok elleni mérkőzésen, március 17-én be is mutatkozott címeres mezben. A dán szövetségi kapitány később az Európa-bajnoki selejtezőkön is számított Sirián játékára.